# Cantonul Bitche
Cantonul Bitche este un canton din arondismentul Sarreguemines, departamentul Moselle, regiunea Lorena, Franța.

## Comune
| Comune                 | Populație (1999) | Cod poștal | Cod INSEE |
| ---------------------- | ---------------- | ---------- | --------- |
| Bærenthal              | 774              | 57230      | 57046     |
| Bitche                 | 5.326            | 57230      | 57089     |
| Éguelshardt            | 445              | 57230      | 57188     |
| Gœtzenbruck            | 1.669            | 57620      | 57250     |
| Hanviller              | 236              | 57230      | 57294     |
| Haspelschiedt          | 285              | 57230      | 57301     |
| Lemberg                | 1.493            | 57620      | 57390     |
| Liederschiedt          | 136              | 57230      | 57402     |
| Meisenthal             | 703              | 57960      | 57456     |
| Mouterhouse            | 287              | 57620      | 57489     |
| Philippsbourg          | 615              | 57230      | 57541     |
| Reyersviller           | 366              | 57230      | 57577     |
| Roppeviller            | 136              | 57230      | 57594     |
| Saint-Louis-lès-Bitche | 527              | 57620      | 57619     |
| Schorbach              | 568              | 57230      | 57639     |
| Sturzelbronn           | 183              | 57230      | 57661     |